# Christel Bodenstein

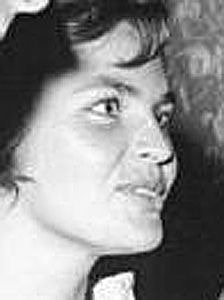
Christel Bodenstein auf dem 14. Internationalen Filmfestival Karlovy Vary 1964

Christel Bodenstein anhörenⓘ(* 13. Oktober 1938 als Christa Bodenstein in München; † 5. Dezember 2024 in Berlin) war eine deutsche Schauspielerin, Chansonsängerin, Theaterregisseurin, und Balletttänzerin. Sie wurde vor allem durch ihre Rolle der Prinzessin Tausendschön in dem DEFA-Märchenfilm Das singende, klingende Bäumchen bekannt.

## Leben und Wirken

### Herkunft und Ausbildung
Christel Bodenstein wuchs mit ihrer Mutter in München auf und zog 1949 mit ihr nach Leipzig-Marienbrunn, wo sie zunächst die Ballettschule der Leipziger Oper besuchte. 1955 absolvierte sie die Staatliche Ballettschule Berlin. Anschließend erhielt sie noch im selben Jahr ein Engagement als Tänzerin am Landestheater Halle. Die damals 17-Jährige begegnete am Ostseestrand dem DEFA-Regisseur Kurt Maetzig, der ihr ein Schauspielstudium nahelegte und sie zu Probeaufnahmen für seinen DEFA-Film Annegrets Heimkehr nach Berlin holte. Obwohl sie die Filmrolle nicht erhielt, studierte sie bis 1959 Schauspiel an der Hochschule für Film und Fernsehen Potsdam.

### Schauspielkarriere
Ihr Filmdebüt gab Bodenstein 1956 als Schlossgärtnerstochter Traute, in die sich das tapfere Schneiderlein (dargestellt von Kurt Schmidtchen) verliebt und der hochmütigen Prinzessin Liebreich (verkörpert von Gisela Kretzschmar) vorzieht, in dem von Helmut Spieß inszenierten DEFA-Märchenfilm Das tapfere Schneiderlein, der im September 1956 uraufgeführt wurde. Im Dezember 1956 war sie in Slatan Dudows Politsatire Der Hauptmann von Köln als angehende Kosmetikerin Hannelore Ullrich neben Rolf Ludwig und Erwin Geschonneck erneut auf der Kinoleinwand zu sehen. Der endgültige Durchbruch gelang ihr 1957 in ihrer ersten Hauptrolle als hochmütige Prinzessin Tausendschön an der Seite von Eckart Dux in Francesco Stefanis Märchenfilm Das singende, klingende Bäumchen nach einer Vorlage von Anne Geelhaar. 1959 spielte sie unter dem Regisseur Wilhelm Gröhl an der Seite von Armin Mueller-Stahl und Manfred Krug die Hauptrolle der siebzehnjährigen Waise Doris Wendt in dem Fernsehdrama Wenn die Nacht kein Ende nimmt.

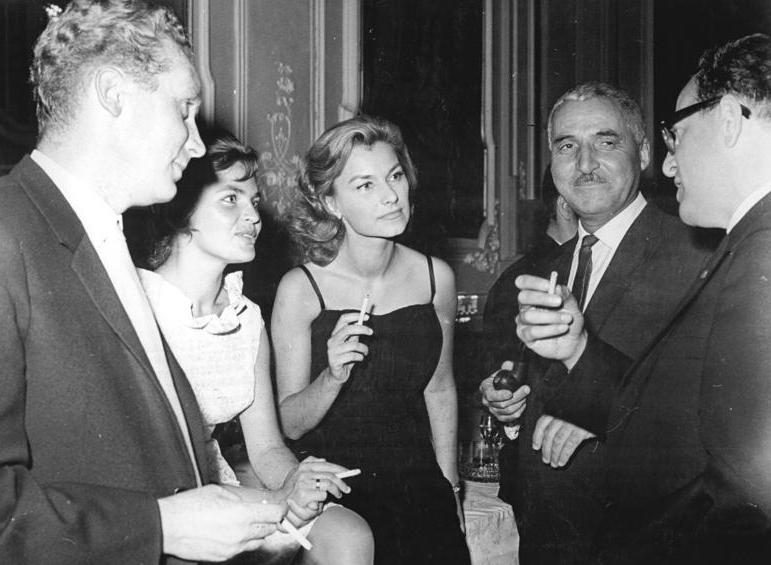
Von links nach rechts: Frank Beyer, Christel Bodenstein, Christine Laszar, Konstantin Simonow und Günter Witt auf dem 14. Internationalen Filmfestival Karlovy Vary im Jahr 1964

Durch ihre Popularität wurde Bodenstein von 1959 bis 1973 Mitglied des Schauspielensembles der DEFA und arbeitete während dieser Zeit mit namhaften Filmregisseuren wie Frank Vogel, Herbert Ballmann und Martin Hellberg zusammen. 1960 wurde sie vom Jugendmagazin Neues Leben zur beliebtesten Schauspielerin der DDR gewählt. In den 1960er Jahren trat sie auch in einigen Musik- und Revuefilmen auf, wie etwa in Günter Reischs Silvesterpunsch (1960) und in Revue um Mitternacht (1962) an der Seite von Manfred Krug. Es folgte die Titelrolle in der Antoine-de-Saint-Exupéry-Verfilmung Der kleine Prinz (1966) unter der Regie ihres damaligen Ehemannes Konrad Wolf.
Von 1973 bis 1976 trat sie als freischaffende Künstlerin auf und war Chansonsängerin sowie zeitweilig Gastschauspielerin am Maxim-Gorki-Theater in Berlin und am Hans Otto Theater in Potsdam. 1976 wurde sie Schauspielerin im kleinen Theater „Das Ei“ im Friedrichstadt-Palast Berlin.

### Späte Jahre ab 1989
Nachdem Bodenstein ab Mitte der 1970er-Jahre nur noch vereinzelt für Film und Fernsehen gearbeitet hatte, besetzte sie Herrmann Zschoche als frühere Chefin der von Anja Kling gespielten Hauptprotagonistin Susanne in seinem Kinofilm Grüne Hochzeit (1989). 1990 war sie als Journalistin in dem zweiteiligen Thriller Die Kaltenbach-Papiere an der Seite von Mario Adorf und Gudrun Landgrebe zu sehen. Ihre letzte Fernseharbeit übernahm sie als Ramona Lutki in einer wiederkehrenden Serienrolle in der siebenteiligen Fernsehserie Spreewaldfamilie. 2016 nahm sie ihre Filmarbeit noch einmal für die Rolle der Kräuterfrau in der Neuverfilmung des Märchens Das singende, klingende Bäumchen (als Teil der ARD-Reihe Sechs auf einen Streich) erneut auf. In Anlehnung an die Erstverfilmung von 1957 ist in diesem Remake auch ein Bild von ihr als Porträt der verstorbenen Königin zu sehen.
Ab 1990 arbeitete sie verstärkt als Regieassistentin und ab 1994 als Regisseurin im Friedrichstadt-Palast Berlin, unter anderem bei einer Claire-Waldoff-Revue und bei der Revue Sommernachtsträume (1995). Danach zog sie sich aus dem Berufsleben zurück, trat aber in der Öffentlichkeit weiterhin für Interviews auf.
Im Sommer 2017 wurde Bodenstein zur Ehrenpräsidentin des 1. Internationalen Märchenfilmfestivals Fabulix in Annaberg-Buchholz ernannt. Im Dezember 2017 wurde unter dem Titel Einmal Prinzessin, immer Prinzessin – Die Schauspielerin Christel Bodenstein innerhalb der MDR-Fernsehsendung Lebensläufe ein Porträt ihres künstlerischen Wirkens gezeigt.

### Privates
Von 1958 bis 1960 hatte Bodenstein eine Liaison mit Armin Mueller-Stahl (* 1930), den sie bei den Dreharbeiten zu Wenn die Nacht kein Ende nimmt kennengelernt hatte. Danach war sie von 1960 bis 1978 mit dem Regisseur Konrad Wolf verheiratet. Aus dieser Verbindung stammt ihr 1961 geborener Sohn. In zweiter Ehe war sie mit dem Schauspieler und Dramaturgen Hasso von Lenski  (* 1942) verheiratet. Im Dezember 2024 starb sie im Alter von 86 Jahren in einem Berliner Pflegeheim.

## Filmografie (Auswahl)
- 1956: Das tapfere Schneiderlein
- 1956: Der Hauptmann von Köln

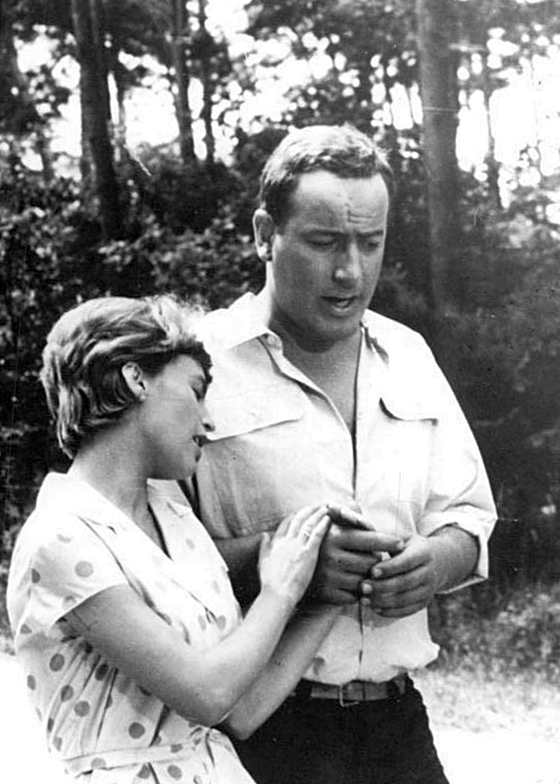
Christel Bodenstein und Manfred Krug bei den Dreharbeiten zu Beschreibung eines Sommers (1962)

- 1957: Das singende, klingende Bäumchen
- 1958: Tatort Berlin
- 1958: Klotz am Bein
- 1959: Wenn die Nacht kein Ende nimmt
- 1959: Kapitäne bleiben an Bord
- 1959: Bevor der Blitz einschlägt
- 1959: Maibowle
- 1960: Die vertagte Nacht
- 1960: Silvesterpunsch
- 1961: Ein Sommertag macht keine Liebe
- 1961: Italienisches Capriccio
- 1961: Der Ermordete greift ein (TV-Mehrteiler)
- 1962: Revue um Mitternacht
- 1962: Minna von Barnhelm oder Das Soldatenglück
- 1962: Der Kinnhaken
- 1963: Was ihr wollt (Fernsehfilm)
- 1963: Es geht nicht ohne Liebe (Fernsehfilm)
- 1963: Beschreibung eines Sommers
- 1963: Die Spur führt in den 7. Himmel (Fernsehserie)
- 1964: Viel Lärm um nichts
- 1965/1990: Wenn du groß bist, lieber Adam
- 1965: Nichterfasstes Zimmer zu vermieten (Fernsehfilm)
- 1965: Lots Weib
- 1965: Ohne Paß in fremden Betten
- 1965: Episoden vom Glück
- 1966/1972: Der kleine Prinz (Fernsehfilm)
- 1966: Flucht ins Schweigen
- 1968: Treffpunkt Genf
- 1969: Im Himmel ist doch Jahrmarkt
- 1971: Der Staatsanwalt hat das Wort: Handelsrisiko (Fernsehreihe)
- 1972: Der große Ferienscheck
- 1973: Sieben Tage
- 1973: Aus dem Leben eines Taugenichts
- 1973: Nicht schummeln, Liebling!
- 1974: Polizeiruf 110: Die verschwundenen Lords (Fernsehreihe)
- 1974: Wie füttert man einen Esel
- 1983: Der Staatsanwalt hat das Wort: Verlorene Zeit (Fernsehreihe)
- 1987: Stielke, Heinz, fünfzehn…
- 1989: Grüne Hochzeit
- 1990: Die Kaltenbach-Papiere (TV-Zweiteiler)
- 1990–1991: Spreewaldfamilie (Fernsehserie)
- 2016: Das singende, klingende Bäumchen (Fernsehfilm)

## Dokumentation
- 2017: Lebensläufe (Folge 206) – Einmal Prinzessin, immer Prinzessin – Die Schauspielerin Christel Bodenstein (MDR, 30 Minuten)[10]